# 왔다! 내 손주
《왔다! 내 손주》는 일요일 아침 10시 30분 부터 11시 25분까지 EBS 1TV에서 방송하는 어린이 프로그램이다.